# Князь Єремія Вишневецький (роман)
«Князь Єремія Вишневецький» — історичний роман українського письменника Івана Нечуя-Левицького, написаний у 1897 р., виданий у 1932 р., вже після смерті автора.

## Історія написання
Іван Нечуй-Левицький у статті «Сьогочасне літературне прямування» (1884 р.) розповів про свій задум розкрити національну історію, створити твір про український народ у часи визвольної боротьби. Він вважав, що художні твори про історичне минуле зможуть пробудити інтерес широких верств населення до минулого свого народу.
Нечуй-Левицький написав історичний роман «Князь Єремія Вишневецький» у 1897 р. Щоб бути точним і правдиво висвітлити добу козаччини, автор ретельно опрацював твори сучасників Єремії Вишневецького — козацькі літописи Самійла Величка, Григорія Грабянки, Самовидця, навіть щоденник Богуслава Маскевича, слуги князя Ієремії Вишневецького. Крім того, ознайомився з науковими дослідженнями, присвяченими тій добі, Олександра Лазаревського, Миколи Костомарова, Пантелеймона Куліша.
За життя письменника цей історичний роман так і не був опублікований, хоча І. Нечуй-Левицький листувався з редакціями журналів «Київська старовина», «Діло» та ін., намагаючись надрукувати свій твір. Однак редакції відмовлялися, пояснюючи це «анахронізмами та історичними недоглядами» у тексті. Роман побачив світ аж у 1932 р. у Харкові.

## Значення та особливості
Нечуй-Левицький став майже першопрохідцем серед українських письменників тих часів, звернувшись до проблем виховання особистості, здатної стати лідером, випробування багатством і владою, віровідступництва й зради інтересів народу.
Історичною основою роману «Князь Єремія Вишневецький» письменник обрав середину XVII ст., Визвольну війну (1648―1654 pp.) під проводом Богдана Хмельницького, а головним героєм став князь Ярема (Єремія) Вишневецький — історична постать, зрадник православної віри і свого народу. Вибір непозитивного головного героя для твору виокремлює роман Нечуя-Левицького з низки інших історичних романів, які розповідають про славних гетьманів і борців за справедливість. Але варто зауважити, що автор показує не тільки негативні Єреміїні риси і вчинки, він акцентує увагу в певних епізодах твору і на його позитивних якостях: талановитий полководець, що організував власне військо; бережливий господар, який не розважається на балах, а постійно в походах.
Своїм романом письменник показав суперечності давньоукраїнської дійсності, відобразив реальні польсько-українські відносини другої половини XVII ст.

## Сюжет і основні персонажі
Роман «Князь Єремія Вишневецький» знайомить з XVII століттям, коли відбувалася боротьба українців проти панування над ними польської шляхти. Але автор акцентує не на самій боротьбі, а намагається осмислити причини зради князя Єремії Вишневецького, нащадка славного українця Дмитра «Байди» Вишневецького.
У центрі сюжету життя Єремії Вишневецького, його деградація, перетворення на зрадника свого народу. Починається твір з розповіді, як Єремію ще дитиною віддали на навчання до єзуїтської колегії, де у ньому й виховали ненависть до всього українського. З колегії він вийшов окатоличеним і спольщеним шляхтичем, який мріє стати королем. Для початку він віддає наказ збудувати у його родових володіннях на Лубенщині справжній палац, у який він зможе привезти майбутню дружину і зібрати біля нього своє військо.
Вибір майбутньої дружини припадає на Гризельду Замойську, цим шлюбом він укріплює зв'язки з польськими магнатами і прагне підсилити свою славу. Сама ж Гризельда відчуває, що любов чоловіка не палка і пристрасна, а холодна і виважена.
Після пишного і показного весілля подружжя переїздить до новозбудованого палацу Єремії, де на українських землях починають впроваджувати для своїх селян польські закони, католицьку віру. Випадково на хрестинах, де князь був за хрещеного батька, він побачив удову Тодозю Світайлиху, в яку закохався, як дикий звір. Його почуття егоїстичні, він вимагає взаємності грубою силою, прагне задовольнити свою пристрасть. На жаль для Тодозі, вона теж покохала князя, але залишилась вірна своїй вірі й принципам, навіть живучи як коханка у палаці князя. Однак почуття запального Єремії швидко згасають, і він поринає у воєнні походи, жорстокі розправи з повсталими людьми, продовжує жадібно прагнути влади.
Ця гонитва за владою і славою закінчилась для князя зовсім не так, як він чекав, насильство над народом не залишилось безкарним.